# Biperidén
A biperidén egy Parkinson-kór kezelésére használt antikolinerg szer, amely elsősorban központi idegrendszeri hatást fejt ki. Rendelkezik perifériás hatással is, de ez minimális az atropinéval összehasonlítva. A biperidén kompetitíven kötődik a perifériás és központi muscarinreceptorokhoz (elsősorban M1-hez). Állatkísérletekben a biperidén kivédte a centrálisan-ható kolinerg szerek által kiváltott Parkinson-szerű hatásokat (tremor és rigiditás).
A VIII. Magyar Gyógyszerkönyvben Biperideni hydrochloridum    néven hivatalos.  

## Készítmények
- AKINETON

## Fordítás
- Ez a szócikk részben vagy egészben  a   Biperiden című angol Wikipédia-szócikk fordításán alapul.  Az eredeti cikk szerkesztőit annak laptörténete sorolja fel. Ez a jelzés csupán a megfogalmazás eredetét és a szerzői jogokat jelzi, nem szolgál a cikkben szereplő információk forrásmegjelöléseként.